# Substância P

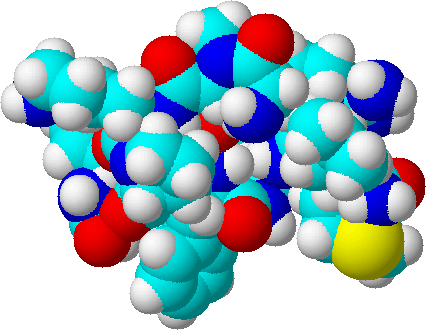
Pertence à família das taquicininas (TAC1). Fórmula molecular: C63H98N18O13S. Peso molar: 1347.63 g/mol

Substância P (SP) é um Neuromodulador neuropeptídeo composto por uma cadeia de 11 resíduos de aminoácidos que atua como neuromodulador. A substância P facilita processos inflamatórios, vômito, ansiedade e nocicepção (resposta a dor). Pode ser encontrado tanto no sistema nervoso central quanto no periférico. 

## Produção
A SP é secretada pelos nervos sensitivos específicos e células com função inflamatória como macrófagos, eosinófilos, linfócitos e células dendríticas e atua ligando-se ao receptor da neuroquinina-1 (NK-1R).
É degradado por endopeptidasas neutras (NEP).

## Funções
Possui um grande número de funções, dependendo do receptor:
- Resposta de dor na medula espinhal[3];
- Regular resposta emética (vômito);
- Regeneração de tecido epitelial [4]
- Regeneração de tecido nervoso[5]
- Controle da respiração[6]
- Favorece a vasodilatação[7]; 
  - Broncoconstrictor em caso de irritação por fumaça, poeira e SO2,

### Glutamato
A substância P aumenta a atividade do glutamato no sistema nervoso central, sendo assim está associado com o desenvolvimento de edema cerebral e os défices funcionais após lesão cerebral traumática.

## Patologias

### Amebíase
Uma infecção por Entamoeba histolytica, causando um tipo de amebíase, gera sintomas de dor, diarreia e vômito porque esse protozoário libera Substância P, além de serotonina e neurotensina no intestino de seu hospedeiro. Essa é uma das possíveis causas de Síndrome do intestino irritável.

### Fibromialgia
Quando a inervação dos terminais nervosos da substância P é danificado/ineficiente, as células pós-sinápticas compensam a perda aumentando a sensibilidade dos receptores pós-sinápticos. Essa condição, conhecida como hipersensibilidade por denervação, resulta em uma excessiva sensibilidade a dor e assim pode ser uma das causas da fibromialgia.
Em ratos, ausência de SP está associada a uma resposta diminuída a dor.

### Diabetes
Previne a diabetes em ratos, mas em humanos tem o efeito contrário, diminuindo a produção de insulina, aumentando a quantidade de glicose no sangue.

## Asma
Existe correlação entre hipersensibilidade a substância P e com reações alérgicas.